# سيليكسيباغ
سيليكسيباغ (بالإنجليزية: Selexipag)‏ هو دواء يُستعمل في علاج:
- فرط ضغط الدم الرئوي[9]

## دوره
يلعب هذا الدواء دورًا في علاج الأمراض كونه:
- خافضات ضغط الدم